# Contracaecum rudolphii
Contracaecum rudolphii is een rondwormensoort uit de familie van de Anisakidae. De wetenschappelijke naam van de soort is voor het eerst geldig gepubliceerd in 1964 door Hartwich.